# 郁久閭呉提
郁久閭 呉提（漢音：いくきゅうりょ ごてい、拼音：Yùjiŭlǘ Wútí、? - 444年）は、柔然の可汗。大檀の子。可汗号は敕連可汗（ちょくれんかがん）といい、“神聖可汗”という意味である。

## 生涯
神䴥2年（429年）、大檀が病死すると、子の呉提が立って敕連可汗と号した。
神䴥4年（431年）6月、呉提は北魏に遣使を送って朝献した。以前、柔然の斥候騎兵20人余りが北魏に捕えられた。太武帝は彼らに衣服を賜って帰国させた。呉提ら君臣はこのことに恩義を感じたので北魏に朝貢をした。太武帝は柔然の使者を手厚くもてなして帰国させた。
延和3年（434年）2月、太武帝は呉提に西海公主を娶らせると、柔然は再び使者を派遣し、呉提の妹を太武帝の夫人として献上した。さらに呉提の妹は左昭儀に昇格された。呉提は兄の禿鹿傀と側近数百人を派遣して来朝させ、2千頭の馬を献上した。太武帝は非常に喜び、各々に手厚く下賜した。10月、呉提は再び北魏に朝貢した。
太延元年（435年）2月、柔然・焉耆・車師などの国々が北魏に遣使を送って朝貢した。太武帝は行人の王恩生・許綱らを使者として車師前部国へ送った。しかし、王恩生らは流沙を渡ったところで柔然に捕えられた。王恩生は呉提に対し、節を持って屈しなかった。呉提は太武帝に返還を迫られ、王恩生らを帰らせた。
太延2年（436年）、柔然は北魏との和親を絶って国境を侵犯した。
太延4年（438年）7月、太武帝の車駕は五原に赴き、柔然を征討した。楽平王の拓跋丕・河東公の賀多羅は15名の将軍を統率して東道に、永昌王の拓跋健・宜都王の穆寿は15名の将軍を統率して西道に、車駕は中道に出た。浚稽山に至ると、さらに中道を進む軍勢を2方面に分け、陳留王の拓跋崇は大沢から涿邪山に、車駕は浚稽山から北方の天山に向かった。西方の雪山に登り、石碑に刻んで行軍の記録とした。北魏軍は柔然軍を発見せずに帰還した。この時、漠北では大旱魃が発生し、水や牧草がなくなって、多くの軍馬が死亡した。
太延5年（439年）6月、車駕は西方の沮渠牧犍を討伐した。宜都王の穆寿は拓跋晃を補佐し、平城に駐留して防衛の任務に就いた。長楽王の紇奚敬・建寧王の拓跋崇の兵2万は漠南に駐留して柔然に備えた。9月、呉提は沮渠牧犍の救援に応じて北魏に侵入した。穆寿は全く防備を固めておらず、柔然軍が七介山に来ると、京邑は恐慌状態となり、城内の人々は争って中城に逃げ込んだ。司空の長孫道生は吐頽山で柔然軍を迎撃した。呉提は北魏に侵攻すると、兄の乞列帰を後方に配置して北鎮の諸軍と対峙させた。紇奚敬と拓跋崇らは陰山の北で乞列帰を破り、乞列帰を捕らえた。さらにその伯父の他吾無鹿胡と将帥500人を捕らえ、一万余りの首級を斬った。呉提は乞列帰らの敗北を聞いて逃走した。長孫道生が呉提を追撃したが、漠南に至って帰還した。10月、呉提は南朝宋に遣使を送って方物を献じた。
太平真君2年（441年）3月、北魏は郁久閭乞列帰を朔方王に封じた。
太平真君3年（442年）、呉提は伊吾王の唐契を攻撃し、唐契は高昌に奔走し、その地を奪おうとした。柔然部帥の阿若は騎馬を率いて高昌太守の闞爽を救い、唐契を殺した。9月、沮渠無諱が高昌を奪取したので、闞爽は柔然に逃げた。10月、柔然は宋に遣使を送って朝貢した。
太平真君4年（443年）、太武帝の車駕は漠南に赴き、軍勢を4方面に分けた。楽安王の拓跋範・建寧王の拓跋崇は各々15人の将軍を率いて東道に、楽平王の拓跋丕は15人の将軍を率いて西道に、車駕は中道に出で、中山王の拓跋辰は15人の将軍を率いて中軍の後に続いた。車駕は鹿渾谷に至って、柔然軍と遭遇した。呉提が逃走したので、北魏軍は追撃して頞根河に至り、柔然軍を撃破した。車駕は石水に至って帰還した。
太平真君5年（444年）、太武帝は再び漠南に赴き、呉提を襲撃しようとしたが、呉提が遠方に逃れたので取り止めた。この年、呉提は亡くなり、子の吐賀真が立ち、処可汗と号す。

## 参考資料
- 『宋書』（文帝紀）
- 『魏書』（列伝第八十九 高昌、列伝第九十 西域、列伝第九十一 蠕蠕）
- 『北史』（列伝第八十六 蠕蠕）